# Carum heldreichii
Carum heldreichii är en växtart i kumminsläktet (Carum) och familjen flockblommiga växter. Den beskrevs av Pierre Edmond Boissier 1856.
Arten är en perenn ört som förekommer i Grekland.